# Deadlock (film, 1970)
Pour les articles homonymes, voir Deadlock.
Pour plus de détails, voir Fiche technique et Distribution.
Deadlock est un  film allemand réalisé par Roland Klick, sorti en 1970, avec Mario Adorf, Anthony Dawson, et Marquard Bohm dans les principaux rôles.
Le film suit Charles Dump qui vit dans un site industriel abandonné : une vaste mine à ciel ouvert, loin des zones habitées, où il a pour seules voisines une femme et sa jeune fille toutes deux mentalement dérangées. Un jour, Dump recueille un jeune homme blessé d'une balle, arrivé là en sautant d'un train de minerai qui passait à proximité de la zone. Ce kid, armé, vient de réussir un hold-up dont il tient le fruit dans une mallette. Dump est un être fruste et brutal, mais il a compris l'affaire. Après avoir tenté sans succès de supprimer le jeune homme, il le recueille et le soigne tout en espérant faire main basse sur l'argent. En même temps, il monte la garde car son pensionnaire l'a prévenu que Sunshine, son complice dans le hold-up, viendrait un jour chercher sa part du butin. Un jour, l'homme arrive sur les lieux. Sunshine est un homme froid, violent, cruel. En brigand doté d'expérience, il n'a guère de mal à se jouer des occupants du site. Ainsi Charles Dump, de maître des lieux, devient sa victime. Sunshine a toutefois plus de mal pour retrouver le butin car le kid, s'il n'a pas initialement l'intention de doubler son partenaire, a toutefois le bon sens de s'en méfier.

## Synopsis
Tout commence dans le désert Jordanien ou l'on aperçoit au loin un jeune homme (le Kid) transportant une mallette métallique, avec une mitraillette dans l'autre main. Il est vêtu d'un costume sali par le sable et son bras est visiblement amoché d'une balle, ce qui avec le soleil de plomb, lui donne bien du fil a retordre. Le Kid traverse cet enfer sur le premier air de Can jusqu'à tomber d'épuisement et de déshydratation.
C'est alors qu'intervient Charles Dump qui déboule avec une vieille camionnette de chantier. C'est un homme d'un certain âge, trapu, barbu et vêtu d'un pullover de laine. Ayant aperçu le Kid, il s'approche de celui-ci qui est inconscient et lui dérobe la mallette. À l'intérieur, il trouve un disque du groupe Can et un magot de plusieurs centaines de milliers de dollars. Sur-excité par sa découverte, il tente de fracasser le crane du Kid avec un rocher mais malheureusement pour lui, le Kid glisse sur un plan de sable sur plusieurs mètres. Dump abandonne son idée d'homicide et préfère finalement abandonner le Kid à son sort en emportant le magot.
Après 5 minutes de route, Dump est pris de remords et rebrousse chemin. Revenu où il a trouvé le Kid, celui-ci a disparu. Il entend un bruit, se retourne vers son camion et voit le Kid installé sur le siège passager, le braquant avec son fusil-mitrailleur. La-dessus, Dump remonte à bord et le Kid lui ordonne de le ramener avec lui, en ayant en amont récupéré sa valise.
L'endroit ou réside Dump est une vieille carrière désaffectée qui extrayait entre autres de l'or, avec quelques bâtiments de petit commerce également désaffecté. Dump vit dans un de ses bâtiments, avec pour voisine une vieille femme et sa fille. 
Le Kid demande à Dump de l'aider à descendre du véhicule, puis s'allonge sur le lit de Dump pour se reposer. La jeune fille est immédiatement attirée par lui, elle semble analphabète et ne pas savoir parler, c'est un être guidé par ses émotions primaires.
Le Kid est fiévreux et délire dans son sommeil, c'est pourquoi Dump en profite pour lui reprendre la mallette et aller la cacher. Sur la route, il croise la vieille femme d'à côté qui l'injurie copieusement et sans rationalité.
Lorsqu'il se réveille, le Kid est démuni, sans force, sans son butin et sans arme, il choisit le mutisme face à Dump qui l'interroge sur l'origine de l'argent, bien qu'il sache parfaitement qu'il ne puisse venir que d'un braquage. Dump se vante ensuite d'être le maître des lieux, y compris officiellement. En effet, la carrière après l'arrêt de l’exploitation avait besoin d'un gardien provisoire jusqu'à l’éventuel jour ou elle pourrait rouvrir, il lui dit aussi qu'il a même payé pour obtenir cette place et cette tranquillité. Puis Dump chasse le Kid de son lit et lui promet de l'éliminer prochainement et de l'envoyer rejoindre les cadavres qui jonchent le cimetière. Au milieu de la nuit, Dump ira palper le magot et pleurer de joie, seul dans le noir.
Le matin qui suit, Dump reçoit la visite d'un marchand ambulant en voiture. Il passe assez régulièrement semble t-il et a ramené à Dump son courrier et ses provisions. Au même moment, dans le bâtiment qui sert de maison à Dump, le Kid tente de reprendre son arme mais Dump le surprend juste à temps. Ce dernier lui promet que son intention n'est pas de le tuer mais de l'aider à se remettre puis de partager avec lui l'argent. Il précise que la personne qui est dehors est une vraie balance et qu'ils risquent gros s'il repère le Kid. Peu convaincu, le Kid résiste avant d'être assommé. Une fois que Dumb s'est débarrassé du marchand ambulant, il re-caresse l'idée de liquider le Kid. Toujours assommé, il le porte jusqu'à une chaise à l’extérieur et prend un peu de distance avec le fusil-mitrailleur. Alors qu'il s’apprête à tirer, le Kid ouvre les yeux, ce qui coupe une fois de plus Dump dans son élan. La faiblesse de Dump est révélée et le Kid en profite de lui signifier qu'il n'est pas un tueur, ce à quoi Dump répond avec colère qu'il a été soldat et qu'il ne tire pas de crainte d'être entendu par le marchand ambulant. Dump se réjouit ensuite de savoir que la blessure du Kid finirait par le tuer sans qu'il ait à intervenir personnellement, ce sur quoi le Kid répond que son coéquipier Sunshine est en route et ne tardera pas à venir chercher l'argent. Après avoir remis le Kid dans le bâtiment, Dump s'en va faire un tour le long des rails de train, vérifier que ce prétendu Sunshine n'arrive pas de cette façon.
À son retour, Dump trouve le Kid agonisant de fièvre et de douleur, au sol, un couteau dans la main. Sa blessure s'est infectée et il tente désespérément de retirer la balle qui le fait tant souffrir. À ses côtés, la jeune fille résidente, qui ne peut visiblement l'aider en rien sinon moralement, et qui s'est tout de même servie dans la nourriture de Dump, se prend une gifle par ce dernier. Dump confisque ensuite le couteau du Kid et lui interdit de tenter de retirer la balle, sachant quelle conséquence cela aurait. Le Kid, à bout de force, l'insulte, puis pleure.
Alors que Dump est retourné pleurer sur les liasses de dollars, le Kid pousse des cris qui résonnent dans tout le domaine. Une fois de plus, Dump change radicalement d'avis et décide de sauver le Kid. Il retire personnellement la balle avec un certain professionnalisme et la jette dehors. Rapidement, le Kid est remis sur pied et dans les jours qui suivent, Dump lui permet de circuler librement chez lui. S'ensuit une conversation largement alimentée par Dump où il raconte l'âge d'or de la carrière, ses relations avec les deux femmes présentes et ses frasques sexuelles avec ces dernières. Bien qu'il en ait la possibilité, le Kid ne désire pas tuer Dump, préférant attendre encore, jusqu'à l'arrivée de Sunshine.
Justement quand le Kid sent son homme arriver, il est pris de panique et tend rapidement un piège à Dump pour récupérer le magot et aller le cacher plus loin. Effectivement, Sunshine arrive le même jour et croise d'abord la route de Dumb aux abords du domaine. Il est armé d'un fusil à lunette à canon court avec lequel il observe minutieusement Dumb et son activité du jour. Lorsqu'il se présente à Dumb, celui-ci se montre amical afin de lui dérober son arme. Hélas, cette arme n’était pas chargée et Dumb ne réussit qu'à passer pour un amateur contre un homme déjà froid et menaçant. Sunshine, après avoir repris ce qui lui appartient, demande à être conduit où se trouve l'argent. Dumb choisit de faire comme s'il savait et l’emmène dans le cimetière du domaine, désigne une tombe au hasard et est prié de creuser par Sunshine. Une fois le cercueil ouvert, Sunshine médusé gifle Dump et le prévient qu'il n'a plus qu'une chance. Les deux montent ensuite un projet pour piéger le Kid.
Mais le Kid, ayant senti que quelque chose clochait, passera les journées suivantes à explorer le domaine son arme à la main, sur le son de son disque de Can, qu'il a pu insérer dans le jukebox de Dump et mis à fond. Au passage, le Kid retrouve la balle qu'il avait dans le bras et l'à garde dans sa poche. Sunshine, qui se cache chez la vieille femme, est obligé de bouger régulièrement pour ne pas être repéré. Il fait part à Dump de ses doutes sur le plan élaboré et lui demande de réagir. Dump tente alors sa chance en révélant au Kid que Sunshine est arrivé mais qu'il souhaite les tuer et profiter seul du butin. Le Kid rejette son projet de complot et va chercher la valise pour la ramener à Sunshine précisément. Les deux complices semblent réconciliés.
Ayant été mis hors jeu et trop avide pour laisser partir tout cet argent, Dump tentera tout dans les jours qui suivent pour voler la valise et larguer les deux compères. Dans un premier temps, Sunshine et le Kid l'invitent à savourer leur victoire sur la terrasse de la maison de Dump. Sunshine n'ayant depuis longtemps plus confiance en Dump, va en profiter pour l'humilier : il lui impose de jouer du xylophone pour ensuite tirer sur les pavés de l'instrument les uns après les autres, les balles frôlant Dump de quelques centimètres seulement.
Le soir même, les deux hommes discutent de leurs projets respectifs avant d'apercevoir Dump qui charge son camion avec des provisions. Comprenant bien son intention, ils jouent le jeu et font semblant de dormir. Quand Dumb ressort du bâtiment avec la valise, les deux complices allument un projecteur en direction de Dump, qui sursaute et est ébloui. Sunshine récidive en faisant sauter Dump au dessus de plusieurs balles de son fusil, tout en le torturant moralement. Mais soudain, Sunshine préfère laisser au Kid la tâche de tuer Dump, ce qu'il refusera de faire, préférant rater son coup. Dumb les rejoint à l'intérieur et donne un sévère coup de poing à Sunshine, ce qui ne suffira pas à le mettre K.O. au contraire. Pour se venger, il le braque avec son arme et l'oblige à ingérer le maximum de gorgées d'une bouteille de whisky, jusqu'à pratiquement le noyer. Mais Sunshine soutient ensuite que c'est au Kid de le tuer, ce qu'il se refuse toujours à faire. Du coup, les deux siphonnent le camion de Dump et se couchent.
Le lendemain, à l'aube, Dump tente de fuir, bien qu'il soit à pied. Il marche jusqu'aux rails et s'accroche au wagon d'un train qui passe mais est très vite rejeté par un mécanicien sur la machine. Désespéré, il marche en larme avant d'être rattrapé par la voiture du marchant ambulant. Heureux de cette rencontre, il le supplie de l'emmener en ville au plus vite, avant de constater amèrement que Sunshine est déjà embarqué à l'arrière. Ce dernier sort du véhicule et laisse partir son pilote, avant de l'abattre avec son fusil, faisant sauter son véhicule au passage. Ils sont rejoints par le Kid et, une fois réunis, discutent du sort de Dump. Chacun ayant ses propres idées. Finalement, celui-ci est déclaré indigne de toute confiance et écrasé par Sunshine à bord du camion avec le Kid, qui le pousse d'ailleurs au bout de son idée.
Ils s'en retournent au domaine et partagent enfin le magot. Le Kid passe la nuit avec la jeune fille et couche avec elle. À l'aurore, les deux hommes qu'on croyait amis doivent partir ensemble mais Sunshine tente de doubler le Kid en l'abandonnant sur place. C'était sans savoir que le Kid a préventivement la nuit passée repris tout l'argent et l'a caché dans la carrière. Quand il s'en rend compte, Sunshine fait demi-tour, bien décidé à en découdre. Il trouve le Kid qui l'attend et qui lui révèle qu'il a découvert que la balle qu'il avait dans le bras était une des balles de Sunshine, soit qu'il a tenté de l'abattre. Face à ces révélations et ne pouvant maintenant abattre le Kid, seul à savoir où est l'argent, il tue froidement la vieille femme et sa jeune fille de plusieurs rafales de balles. Puis il semble perdre la raison, ne sachant plus quoi faire pour gagner cette partie, il insulte le Kid de multiples jurons avant que celui-ci le désarme et lui tire dessus avec son propre fusil.
Le Kid laisse cet immense chaos derrière lui et part seul vers l'horizon avec le magot, le tout sur un air de Can.

## Fiche technique
- Titre : Deadlock
- Réalisation : Roland Klick
- Scénario : Roland Klick
- Photographie : Robert van Ackeren
- Caméra : Dieter Milster
- Montage : Jane Seitz
- Son : Juergen Koppers
- Décors : Kuli Sander
- Maquillage : Heinz Auditor
- Musique : Can
- Producteur : Roland Klick
- Société de production : Roland Klick Production
- Pays d'origine :  Allemagne de l'Ouest
- Langue originale : Anglais
- Format : Couleur (Eastmancolor) — 35 mm — 1,66:1 — Son : Mono
- Genre : Thriller, Western
- Durée : 85 minutes (1 h 25)
- Dates de sortie : 
  -  Allemagne de l'Ouest : 15 octobre 1970
  -  Danemark : 24 juillet 1972

## Distribution
- Mario Adorf : Charles Dump
- Anthony Dawson : Sunshine
- Marquard Bohm : Le Kid
- Betty Segal : Corinna
- Mascha Rabben (de) : sa fille, Jessie
- Sigurd Fitzek : Enzo

## Éléments d'analyse
L'action se passe à notre époque dans un lieu indéterminé qui pourrait aussi bien être une enclave résiduelle de l'Ouest sauvage, qu'un pays industriel d'Europe. Selon les commentaires disponibles, la critique et les spectateurs ont cru y voir les U.S.A., le Mexique, une mine d'or désaffectée où ne resteraient qu'un gardien et une prostituée. Mais quelles qu'étaient les intentions des auteurs, le réalisme n'en fait pas partie : la mine désaffectée et ses engins rouillés sont actuels, les armes sont anciennes, les costumes sont disparates. Avec la présence du disque 45 tours dans la mallette, le film apparait bien comme inscrit dans un contexte contemporain sur lequel il rassemble les éléments du western européen des années 1960. 
On peut y voir un hommage à Sergio Leone, à qui il emprunte plusieurs ressorts dont le trio de personnages qui n'est pas sans rappeler celui de Le Bon, la Brute et le Truand (1966). C'est flagrant dans la scène où Dumb rencontre Sunshine et tente de l'abattre alors que son arme est déchargée ; après quoi, il l’emmène dans un cimetière où le magot serait soi-disant enterré, alors qu'il n'en est rien. 
L'atmosphère d'isolement et d'aridité, quant à elle, emprunterait davantage à celle de Zabriskie Point de Michelangelo Antonioni, sorti la même année. En 1973, Werner Schroeter utilisera à son tour la même ambiance d'abandon dans Willow springs.
Le film a connu une carrière underground, probablement parce qu'il constitue une exception cinématographique (on a parlé de « western-choucroute ») mais surtout en grande partie grâce à la musique obsédante du groupe Can.